# Kotar (god)
Kothar of Kotar was in de Fenicische mythologie de goddelijke ambachtsman of smid. Hij was de heer van magische gezangen en vloeken. Kothar maakte een prachtige boog, gemaakt in de vorm van een slang en van gevlochten hoorns, voor de held Aqhat. Als dienaar van het Opperwezen El hielp Kothar ook bij de bouw van een paleis voor regengod en god van de vruchtbaarheid Baäl.
Kothar komt voor in mythen vanaf de 14e eeuw v.Chr. op teksten die men op de plaats van het archaïsche Ugarit ontdekte, waar thans Ras Shamra in Syrië is gelegen.